# Katharina Schillerwein
Katharina Schillerwein (Hamburgo, 18 de abril de 1987) es una jugadora de voleibol y voleibol de playa alemana.

## Carrera

### Carrera de voleibol de interior
Jugó voleibol de interior en la liga regional en FT Adler Kiel hasta 2008. Después de una temporada en el extranjero en la Universidad de Montana en los Estados Unidos, donde jugó con los Grizzlies, la atacante exterior jugó para el equipo de segunda división VT Aurubis Hamburg 2. En la temporada 2010/11 militó en el WiWa Hamburg y fue campeona de la Regionalliga Nord. En 2018, Schillerwein jugó para el club de segunda división TV Gladbeck.

### Carrera de voleibol de playa
Jugó voleibol de playa con Berit Naffin en torneos en el norte de Alemania entre 2003 y 2004. En 2004 terminó tercera con Lina Gorenc en el Campeonato de Europa Sub-18 en Mysłowice (Polonia) y quinta en el Campeonato Mundial Sub-18 en Térmoli (Italia). Schillerwein jugó con Sarah Eichler en torneos nacionales en 2005 y terminó quinto en el Campeonato Mundial Sub-18 en Saint-Quay-Portrieux, Francia. En 2006 jugó con Julia Großner en el Smart Beach Tour nacional, y alcanzó el séptimo lugar en el Campeonato Europeo Sub-20 en Ankaran, Eslovenia, y el noveno lugar en el Campeonato Alemán en Timmendorfer Strand. También terminó novena junto con Jennifer Eckardt en el Campeonato Mundial Sub-21 en Mysłowice.
Después de un descanso en 2007, Schillerwein jugó con varios compañeras en torneos nacionales en 2008. En 2009, Chantal Laboureur fue su pareja estándar y también participó en los campeonatos alemanes con Sarah Eichler. En 2010, Schillerwein comenzó con Marika Steinhauff en Kristiansand, Noruega, por primera vez en el Circuito Mundial de Voleibol de Playa de la FIVB y alcanzó el noveno lugar con Christine Aulenbrock en el Campeonato Alemán. Con Katharina Culav consiguió su mejor puesto en el Campeonato de Alemania de 2011: séptimo puesto. Además, Schillerwein fue junto con Sarah Hoppe campeona universitaria alemana y comenzó con Geeske Banck en el Circuito Mundial FIVB en Åland. En 2012 y 2013 tocó con Stefanie Hüttermann también en el Circuito Mundial FIVB en Sanya, China, antes de tener que tomar un descanso más largo después de dos roturas de ligamentos cruzados.

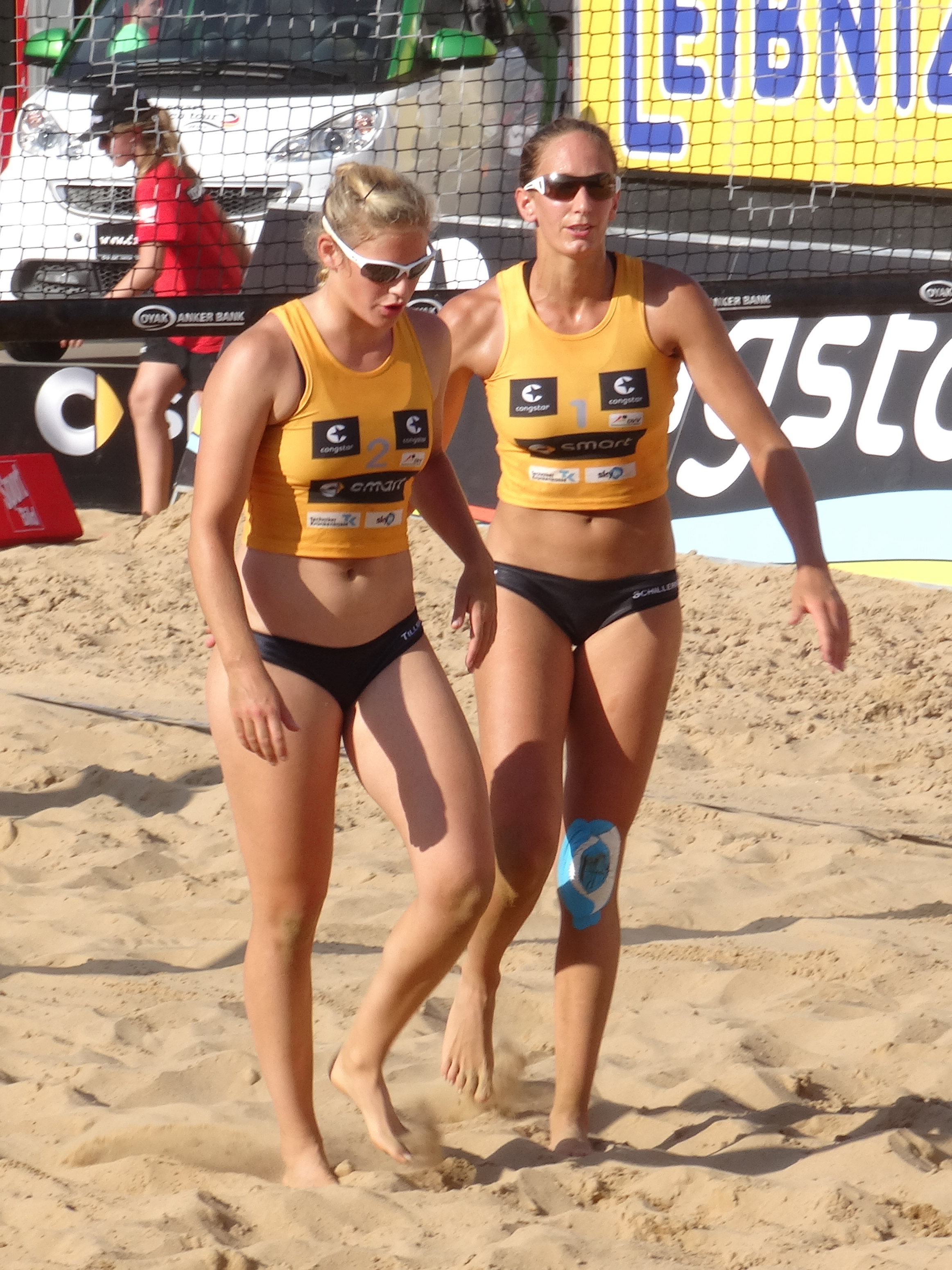
Schillerwein y Cinja Tillmann en 2014 en Dresde.

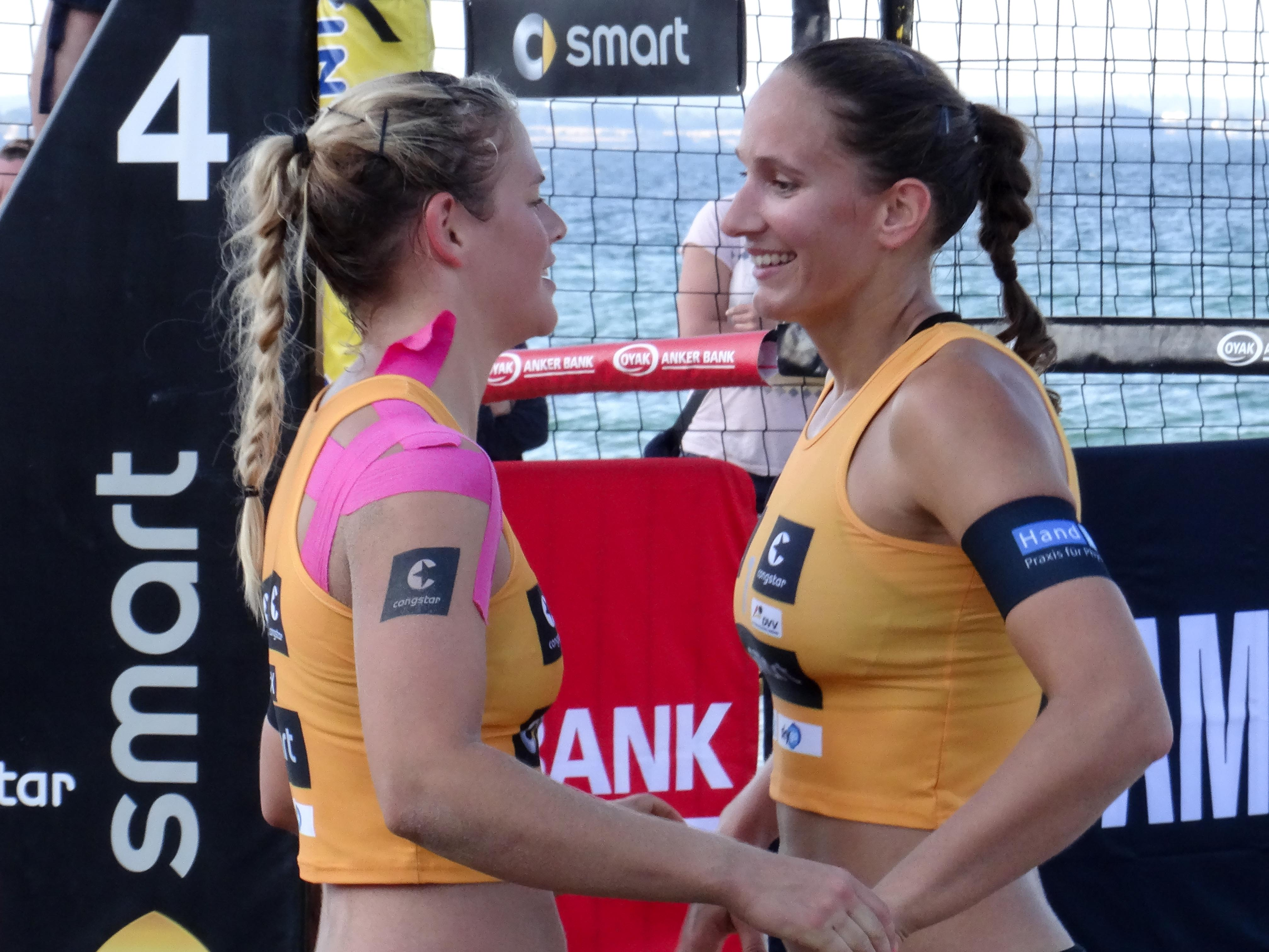
Schillerwein y Tillmann en el Campeonato Alemán 2014.

Schillerwein comenzó junto a Cinja Tillmann en 2014. En Hamburgo, Schillerwein/Tillmann ganó la Supercopa del Smart Beach Tour nacional. Obtuvieron el segundo lugar en Binz, el tercer lugar en Núremberg, el quinto lugar en Münster y el séptimo lugar en Colonia. En Dresden derrotaron Jana Köhler y Anni Schumacher en la final de la Beach Cup. En el Tour de la Confederación Europea de Voleibol (CEV), quedaron cuartas en el Satellite de Antalya y terceros en el Satellite de Vaduz. En los campeonatos alemanes, Schillerwein y su pareja ocuparon el séptimo lugar.
2015 fue la temporada más exitosa para Schillerwein/Tillmann. Con cinco victorias este año en el Smart Beach Tour nacional de mayor rango en Hamburgo, Dresde, Binz, Sankt Peter-Ording y Núremberg, establecieron un récord histórico desde 2001. En agosto de 2015, también ganaron el satélite CEV en Timișoara, Rumania. En los campeonatos alemanes, Schillerwein/Tillmann obtuvo el quinto lugar.
2016 comenzó para Schillerwein/Tillmann con una victoria en la Smart Beach Supercup en Münster. En los campeonatos alemanes, Schillerwein/Tillmann obtuvo el noveno lugar. En 2017 ganaron los torneos satélite de la CEV en Vilnius y en Mersin. Después de terminar quinta en el Campeonato de Alemania en 2017, Schillerwein puso fin a su carrera en el voleibol de playa.

### Carrerea profesional
Completó con éxito sus estudios en Hamburgo para convertirse en profesora en las materias de deportes y química con una licenciatura. También completó un título adicional en fisioterapia de 2013 a 2017 en la Universidad de Salud de Bochum.